# Brassens, le regard de « Gibraltar »
Brassens, le regard de « Gibraltar » est un récit biographique du journaliste Jacques Vassal relatant l'amitié du chanteur Georges Brassens avec son ami et impresario Pierre Onteniente, solide comme un roc que, pour cette raison il avait surnommé « Gibraltar ».

## Introduction
Quand on frappait  à la porte de Brassens, Gibraltar l’entrouvrait à peine comme le détroit. Brassens avait le don de qualifier ses amis de surnoms humoristiques, d’où Gibraltar, concernant son ami secrétaire portier.

## Présentation et synthèse
L'ouvrage, écrit conjointement par Jacques Vassal, membre de la commission chanson de l'Académie Charles Cros, et Pierre Onténiente, fidèle compagnon de Georges Brassens, constitue la biographie du célèbre chanteur, à travers le regard de son secrétaire et ami,, avec qui il a partagé la vie du camp de Basdorf d'où ils travaillaient dans une usine au nord de Berlin, réquisitionnés dans le cadre du STO.

## Réception
Il reçoit une critique favorable du journal Télérama.